# Templo de Papeete
El templo de Papeete es uno de los templos construidos y operados por La Iglesia de Jesucristo de los Santos de los Últimos Días, el número 27 construido por la iglesia y el único templo en Tahití, ubicado en la comuna de Pirae al norte de la isla de Papeete. El templo de Papeete fue construido con el acabado exterior pintado en estuco de yeso utilizando arena blanca importada, con un diseño modificado del clásico pináculo único, la misma estructura que tienen otros templos del Pacífico, como el templo de Apia, reconstruido en 2005 y el templo de Nukualofa en una de las islas de Tonga. El templo tiene un total de 923 metros cuadrados (9935,1 ft²) de construcción, cuenta con dos salones para las ordenanzas SUD y dos salones de sellamientos matrimoniales.
El templo se encuentra a 2290 kilómetros (1422,9 mi) del templo de Pago Pago, también en las islas del pacífico, que los coloca entre los templos SUD más distantes uno del otro a nivel mundial.

## Historia
El primer misionero en Tahití fue Anderson Pratt, un ex-marino de 42 años y contemporáneo de José Smith, fundador de la iglesia SUD. La asignación de Pratt, pocos meses antes del asesinato de Smith, fue la primera misión a una región de habla no-inglesa, arribando en Tubuai el 30 de abril de 1844 a bordo del Timoleon. Pratt había sido marinero entre las islas Polinesas, principalmente Hawái hasta su matrimonio en 1831. Siete años después fueron convertidos a la iglesia restauracionista para la cual sería misionero en varias oportunidades. Apodado Paraita por los nativos, Pratt bautizó a 10 personas, seis de los cuales eran los únicos habitantes blancos de la isla. La primera congregación fue organizada el 29 de julio de 1844 y para febrero del año siguiente se habían unido a la fe restauracionista 50 de los 200 habitantes de la isla.
Noah Rogers, uno de los compañeros de Pratt hizo proselitismo a las islas Leeward sin éxito, regresó a Nauvoo en diciembre de 1845 y murió poco después en su travesía con los pioneros mormones. Por su parte, Benjamin Grouard, el tercero de los misioneros SUD asignados por José Smith a las islas arribó en la isla de Anaa donde tuvo mucho más éxito bautizando a unas 620 personas en cinco meses y organizando otras 5 congregaciones en Tahití. En marzo de 1847 Pratt partió de las islas hacia el territorio de Utah a reunirse con su esposa de quien había estado separado poco más de cinco años, llegando al valle en septiembre de 1848. En 1850 Pratt y su familia, junto con un joven misionero llamado James S. Brown se mudaron a Papeete, para ser expelido del país a tan solo dos años después por razón de los conflictos políticos con el gobierno de Francia, dejando atrás a más de 1500 fieles. Brown volvió a Tahití cuarenta años después encontrando a unas 500 personas que habían permanecido fieles a la predicación de los misioneros. Las islas de la cadena de Tuamotu, donde llegaron por primera vez los misioneros SUD queda a unos 400 km al este de la isla de Papeete donde está ubicado el templo.
En 1994, el gobierno de Tahití emitió un sello postal en conmemoración de los 150 años desde la llegada de los misioneros SUD, ilustrando el templo que la iglesia construyó en la isla. Además de la estampilla de Tahití, otros países han impreso sellos conmemorativos, incluyendo Brasil, Nicaragua, Rarotonga, Suecia, Samoa, Saint-Vincent y Tonga.

## Construcción
La iglesia originalmente planeo el templo de Samoa, como se llamó originalmente, para ser construido en Pago Pago, capital de la Samoa Americana. El edificio serviría como templo regional para los fieles de Samoa, Tonga, Polinesia Francesa (Tahití) y Fiyi. El 2 de abril de 1980, el entonces presidente de la iglesia Spencer W. Kimball anunció la construcción de siete nuevos templos, lo que triplicó el número de templos planeados para Polinesia. El templo de Samoa se trasladaría de Pago Pago a Apia, Samoa, donde vivían la mayoría de sus fieles anunciandose la construcción además del templo de Nukualofa y el templo de Papeete en Tahití. Estos nuevos templos en el Pacífico son comparativamente pequeños, el templo de Tahití fue construido con una superficie de área original de aproximadamente 7500 pies cuadrados (696,8 m²) y los otros tres templos del Pacífico con una superficie de poco más de 13 500 pies cuadrados (1254,2 m²) cada uno. El diseño muestra ciertos elementos europeos de influencia francesa, así como de la cultura polinesia. En 2019 la iglesia anunció la construcción del templo de Pago Pago y el templo de Neiafu, en la vecina isla de Tonga.
La ceremonia de la primera palada ocurrió el 13 de febrero de 1981 por Kimball quien hizo una gira de una semana por el pacífico. Kimball realizó la dedicación del terreno de templo de Nukualofa y del templo de Apia durante esa misma gira, el 18 y el 19 del mismo mes. Serían los templos con las ceremonias iniciales más cercanas una de la otra hasta la fecha. El hito se haría más breve un año después con la primera palada del Templo de Lima (Perú) y el templo de la Ciudad de Guatemala en 1982.

## Dedicación
El templo SUD de la ciudad de Papeete fue dedicado para sus actividades eclesiásticas el 27 de octubre de 1983, por el entonces apóstol mormón Gordon B. Hinckley. Anterior a ello, del 9 al 13 de mayo de ese mismo año, la iglesia permitió un recorrido público de las instalaciones y del interior del templo al que asistieron unos 16.000 visitantes. Unos 4000 miembros de la iglesia e invitados asistieron a la ceremonia de dedicación, que incluye una oración dedicatoria.
Comenzando en agosto de 2005 y concluyendo en octubre de ese año, el templo de Pepeete pasó por renovaciones, principalmente de su interior, por lo que fue rededicado el 12 de noviembre de 2006, 23 años desde su primera dedicación. El templo fue rededicado por L. Tom Perry, miembro del Quórum de los Doce Apóstoles de la iglesia SUD, la cual permitió un nuevo recorrido público de su interior del 14 de octubre al 4 de noviembre del mismo año, al que asistieron más de 36 mil personas.
La Iglesia SUD ha adquirido una gran parcela adyacente al Templo de Papeete que permitirá la expansión de los jardines y del estacionamiento del templo, enderezar el único camino de acceso, y poder reconfigurar la entrada principal. Estos proyectos mejorarán la visibilidad del templo, cuya fachada se verá más acentuada a lo largo de la carretera principal. Se espera que el trabajo de remodelación esté terminado para septiembre de 2009.

## Características

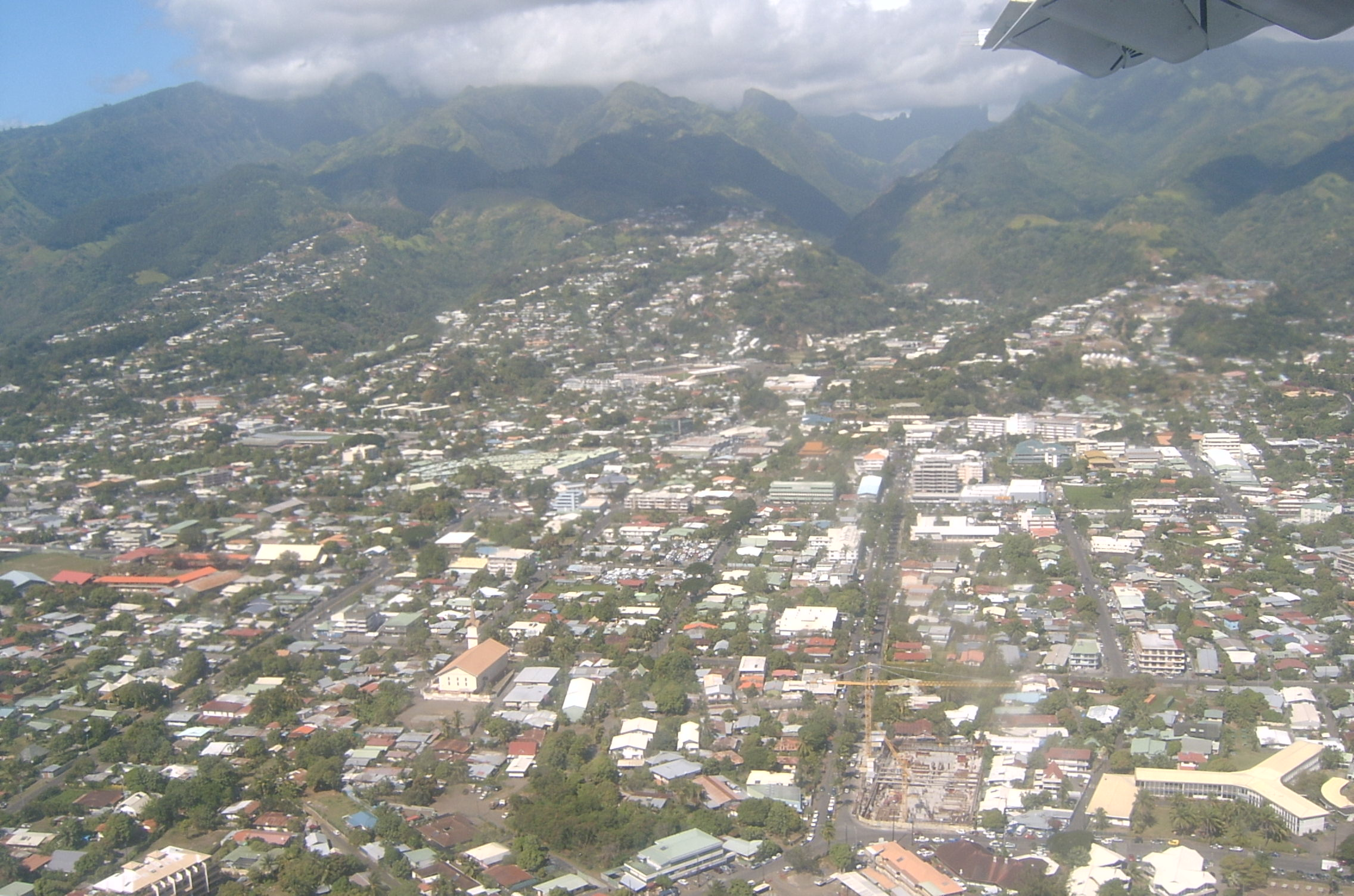
Foto aérea de Papeete, el techo azul del templo se ve al fondo, en el centro de la foto.

El templo de Papeete está ubicado en el valle de Titioro, en la comuna de Pirae, un área urbana de Papeete, la capital de la Polinesia Francesa. El templo de Papeete se caracteriza por su llamativo techo de color azul y sus meticulosamente cuidados jardines. Aunque solo visitantes bautizados en la iglesia pueden entrar al interior del templo, cualquiera puede pasearse por los jardines y disfrutar del paisaje así como del follaje de los alrededores del templo.
El Templo de Papeete Tahití fue el primer templo construido en la Polinesia Francesa y el quinto construido en la Polinesia, después de la construcción del Templo de Laie en la isla de Oahu (1919), el templo de Hamilton en Nueva Zelanda (1958), el templo de Apia en Samoa (1983), y el templo de Nukualofa, Tonga (1983). Antes de la dedicación del templo en Papeete, los fieles que vivían en Tahití debían cruzar unos 4 mil kilómetros de Océano Pacífico para asistir al templo de Hamilton en Nueva Zelanda. Para fines de los años 1970 la iglesia SUD originalmente planeó construir un templo en Pago Pago, la capital de Samoa Americana, más de 2 mil kilómetros de Papeete. Finalmente en 1980, los planes regionales para un templo en el Pacífico fueron sustituidos por planes de construir tres templos más pequeños en Apia, Samoa, Nukualofa, Tonga, y en Papeete, Tahití.
Los templos de la Iglesia de Jesucristo de los Santos de los Últimos Días difieren de las capillas donde los miembros se reúnen para los servicios de adoración dominicales. Los miembros de la iglesia SUD consideran los templos como "casa del Señor", donde las enseñanzas de Cristo se reafirman a través del matrimonio, el bautismo y otras ordenanzas que, según la fe de sus seguidores, unen a las familias por la eternidad.
Al templo, por su cercanía a las comunidades, también asisten miembros provenientes de las comunas de Arue, Faa'a Paea, Papeari, Raromatai, Makemo y Takaroa (atolones de las Tuamotu) y la capital de las Islas Cook, Avarua, así como comunidades circunvecinas como la isla de Tubuai de las Islas Australes.